# Presidentstyre (Indien)
Presidentstyre är den indiska formen av undantagstillstånd, där undantagstillståndet avser endast en viss delstat, och innebär att delstatens rätt att styra sig själv upphävs under en viss tid, liksom även de medborgerliga rättigheterna kan inskränkas. Istället införs direktstyre, officiellt av Indiens president, men i praktiken av Indiens regering.
Juridisk införs presidentstyret genom att indiska parlamentet, sansad, med stöd av artiklarna 356 och 357 i grundlagen (Constitution of India) beslutar att till landets president överföra rätt att lagstifta å delstatens vägnar.